# Vigilant (Rakete)
Die Vigilant war eine Panzerabwehrlenkwaffe der 1. Generation aus britischer Produktion. Vigilant steht für Visually Guided Infantry Light ANti-Tank.

## Entwicklung
Die Vigilant entstand aufgrund einer Forderung der British Army, insbesondere der Parachute Regimenter der Luftlandetruppen. Die Entwicklung der Vigilant begann 1956 bei Vickers-Armstrongs. Die ersten Tests mit dem kompletten System erfolgten ab 1958. Mit dem Zusammenschluss von Vickers-Armstrongs mit der British Aircraft Corporation wurde dort die Entwicklung weitergeführt. Ab 1960 erfolgte die Truppenerprobung bei der British Army. Im Jahr 1963 wurde die Vigilant bei der British Army offiziell in Dienst gestellt. Danach erfolgte Export an verschiedene Nationen. Unter anderem wurde die Vigilant auch vom United States Marine Corps verwendet.

## Technik

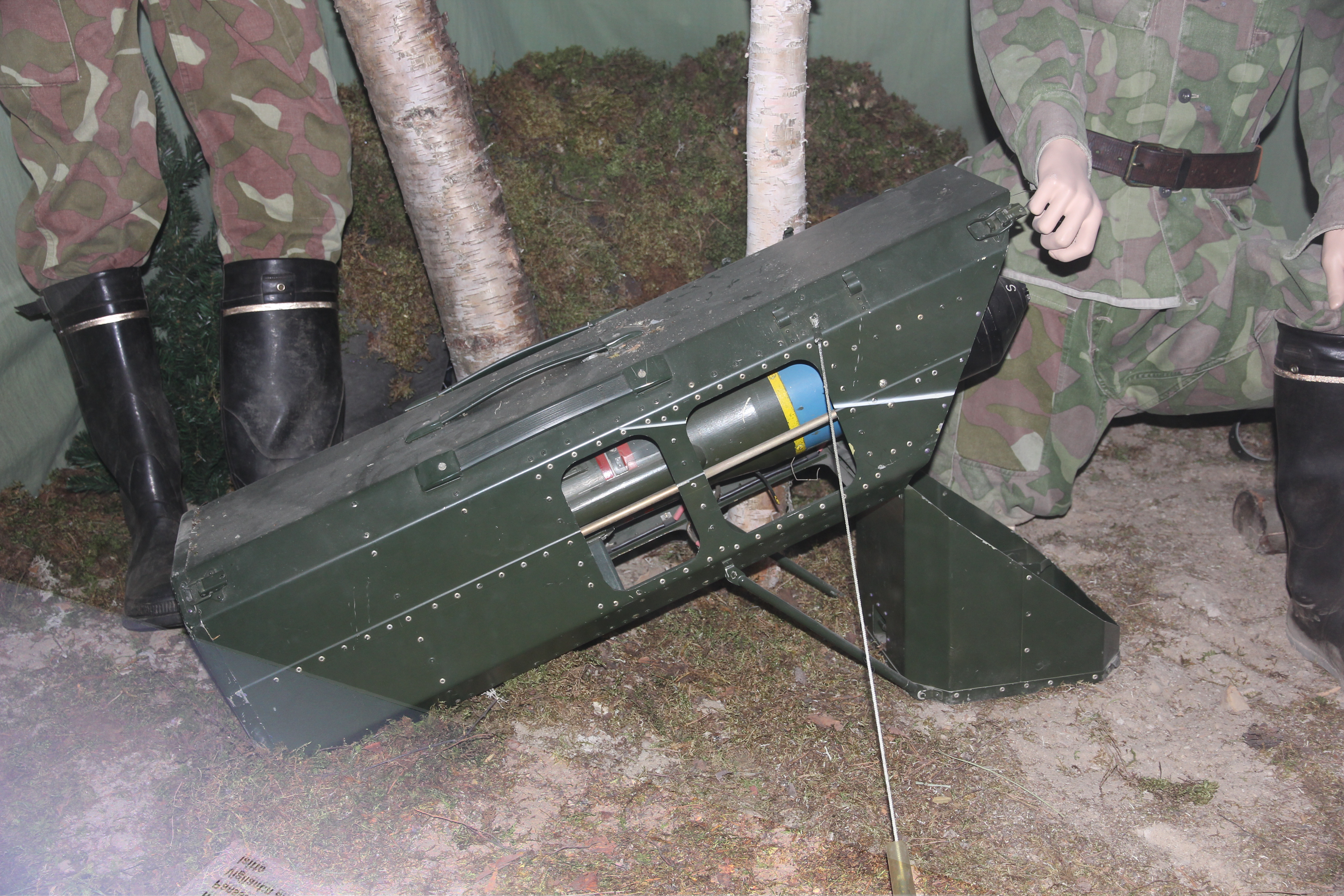
Vigilant im Start- und Transportbehälter

Vigilant wurde entwickelt, um stehende und fahrende Kampfpanzer auf eine maximale Distanz von bis zu 1,6 km zu bekämpfen. Das Vigilant-System bestand aus Start- und Transportbehältern mit den Lenkwaffen und den Kabeltrommeln (Leitungsrollen) für die Datenleitungen sowie einer Bedien- bzw. Steuereinheit.
Die Lenkwaffen waren in Start- und Transportbehältern aus Stahl und Kunststoff. Beladen wog dieser 21–23 kg. Der Raketenbehälter war mit einem Tragegriff versehen und wurde als Abschusslafette für die Lenkwaffe verwendet. Dazu wurde die Stirnseite vom Behälter nach unten geklappt und auf den Boden gestellt. So hatte der Behälter eine Elevation von rund 20° für den Lenkwaffenstart. Weiter konnten auch zwei Raketenbehälter auf ein drehbares
Stativ montiert und ab diesem gestartet werden.
Die Vigilant-Lenkwaffe war in drei Sektionen aufgeteilt. Die überkalibrige Lenkwaffenspitze hatte einen Durchmesser von 131 mm. In dieser war der Hohlladungs-Gefechtskopf mit Abstandsdorn sowie der piezoelektrische Aufschlagzünder untergebracht. Dieser Gefechtskopf stammte von der Schweizer Firma CML (Société Anonyme Constructions Mécaniques du Léman). Die Gefechtskopfsektion wog 6 kg und war auf dem Raketenrumpf mit 122 mm Durchmesser aufgesetzt. Hinter der Gefechtskopfsektion waren im Rumpf ein Stromwender, zwei Gyroskope und die Batterien für die Stromversorgung verbaut. Dahinter folgten das Feststoffraketentriebwerk von IMI plc sowie die Signalempfänger. Zuhinterst im Raketenheck waren die Aktuatoren, eine Leucht-Fackel sowie die Kabelspule für den Lenkdraht montiert. Am Raketenrumpf waren vier langgezogene, trapezförmige Stabilisierungsflächen montiert. An den Stabilisierungsflächen waren vier kleine Störklappen angebracht.
Die Steuereinheit hatte die Form von einem Gewehrschaft mit einem Pistolengriff. Daran angebracht waren eine monokulare Tageslicht-Zieloptik mit 3,2-facher Vergrößerung, ein Joystick und ein Kommandogeber. An die Steuereinheit wurden die Datenkabel angeschlossen, die zu den Raketenbehältern führten. Mit diesen Kabel konnten die Raketenbehälter in einer Entfernung von bis zu 63 m von der Steuereinheit platziert werden. An die Steuereinheit konnten maximal sechs Raketenbehälter angeschlossen werden. Der Schütze konnte mit der Steuerkonsole jeweils eine Lenkwaffe starten und steuern.
Die Lenkung der Rakete erfolgte nach dem Prinzip des manuellen Zieldeckungsverfahrens mit Hilfe der Zieloptik und der Steuereinheit. Der Schütze erfasste das Ziel visuell mit der monokularen Zieloptik und verfolgte dieses. War das Ziel in Schussdistanz, startete der Schütze die Vigilant-Lenkwaffe. Diese startete aus dem leicht himmelwärts geneigten Raketenbehälter. Am Raketenheck wurde 1,2 Sekunden nach dem Start die Leucht-Fackel gezündet. Diese diente dem Schützen zur besseren Erkennbarkeit der Raketenflugbahn. Um den Flug zu stabilisieren, wurde die Lenkwaffe durch die Stabilisierungsflächen und den Antrieb in der Längsachse in Rotation versetzt. Dabei sorgte das Gyroskop für Stabilisierung der Flugbahn. Der Schütze erfasste die Lenkwaffe in der Zieloptik. Jetzt musste der Schütze die Lenkwaffe in eine Zielachse mit dem Panzer bringen und führte die Lenkwaffe mit dem kleinen Joystick an das Ziel heran. Dabei musste er sowohl die Lenkwaffe wie auch das Ziel mit der Zieloptik verfolgen. Sämtliche Bewegungen des Joysticks wurden als Steuerbefehle über ein Kabel an die Lenkwaffe gesendet. Die Lenkwaffenflugzeit auf die maximale Einsatzdistanz von 1600 m betrug rund 12,5 Sekunden. Beim Aufschlag im Ziel wurde der Hohlladungs-Gefechtskopf gezündet. Dieser hat eine Durchschlagsleistung von rund 560 mm Panzerstahl.
Das MCLOS (Manual Command to Line of Sight) genannte Steuerverfahren erforderte vom Schützen ein hohes Maß an Geschicklichkeit und Konzentration. Gemäß Hersteller sollte mit der Vigilant eine Treffererwartung von rund 85 % erreicht werden. In der Praxis lag diese aber deutlich niedriger.

## Varianten

### Vigilant (Vickers 891)
Das Modell Vickers 891 war die Ausführung der Nullserie für die Truppenerprobung. Der Hohlladungs-Gefechtskopf hatte denselben Durchmesser wie der Lenkwaffenrumpf und eine Durchschlagsleistung von rund 400 mm Panzerstahl.

### Vigilant (Vickers 897)
Das Modell Vickers 897 war die Serienversion aus dem Jahr 1963. Dieses Modell war mit einem überkalibrigen Hohlladungs-Gefechtskopf mit Abstandsdorn ausgerüstet. Dieser Gefechtskopf hatte eine Durchschlagsleistung von rund 560 mm Panzerstahl.

## Einsatzplattformen
Die Vigilant konnte von Infanteristen getragen und eingesetzt werden. Daneben konnte sie auch auf Fahrzeugen installiert werden. Die British Army setzte die Vigilant auf dem Radpanzer Ferret ein. Weiter konnte die Vigilant auch ab Land-Rover-Geländewagen gestartet werden. Dazu wurde auf der Ladefläche des Fahrzeuges ein drehbarer Werfer für zwei Raketenbehälter montiert.

## Status
Die Vigilant wurde ab Mitte der 1970er-Jahre durch modernere Panzerabwehrlenkwaffen ersetzt und ausgemustert. Bei der British Army wurde sie durch die Swingfire ersetzt. Es befinden sich keine Vigilant-Systeme mehr im Einsatz.

## Verbreitung
- Finnland – 250
- Jemen – unbekannte Anzahl
- Kuwait – 350
- Libyen – 750
- Saudi-Arabien – 500
- Vereinigte Arabische Emirate – 480
- Vereinigtes Königreich – unbekannte Anzahl
- Vereinigte Staaten – unbekannte Anzahl

Quelle: